# Tetragnatha vermiformis
Tetragnatha vermiformis este o specie de păianjeni din genul Tetragnatha, familia Tetragnathidae, descrisă de Emerton, 1884. Conform Catalogue of Life specia Tetragnatha vermiformis nu are subspecii cunoscute.